# Ministre en Cap de Gibraltar
El Ministre en Cap de Gibraltar és el líder del partit majoritari escollit per al Parlament de Gibraltar, i és nomenat formalment pel Governador de Gibraltar, representant de la monarquia britànica a Gibraltar. Fabian Picardo és l'actual Ministre en Cap des del 9 de desembre del 2011.

## Ministres en Cap de Gibraltar des de 1964
| #   | Imatge            | Nom                           | Presa de possessió     | Deixa el càrrec        | Partit                              |
| --- | ----------------- | ----------------------------- | ---------------------- | ---------------------- | ----------------------------------- |
| 1   | Sir Joshua Hassan | Sir Joshua Hassan             | 11 d'agost del 1964    | 6 d'agost del 1969     | Advancement of Civil Rights         |
| 2   | Sir Robert Peliza | Sir Robert Peliza             | 6 d'agost del 1969     | 25 de juny del 1972    | Integration with Britain            |
| (1) | Sir Joshua Hassan | Sir Joshua Hassan (2n mandat) | 25 de juny del 1972    | 8 de desembre del 1987 | Advancement of Civil Rights         |
| 3   | Adolfo Canepa     | Adolfo Canepa                 | 8 de desembre del 1987 | 25 de març del 1988    | Advancement of Civil Rights         |
| 4   | Joe Bossano       | Joe Bossano                   | 25 de març del 1988    | 17 de maig del 1996    | Laboristes                          |
| 5   | Peter Caruana     | Peter Caruana                 | 17 de maig del 1996    | 9 de desembre del 2011 | Socialdemòcrates                    |
| 6   | Fabian Picardo    | Fabian Picardo                | 9 de desembre del 2011 | al càrrec              | Aliança entre laboristes i liberals |